# Le Chevalier, la Dame, le Diable et la Mort
Ne doit pas être confondu avec Le Chevalier, la Mort et le Diable.
Le Chevalier, la Dame, le Diable et la Mort est un essai de Raoul Vaneigem publié en 2003 chez Le Cherche midi, et édité chez Gallimard la même année.

## Formes

### Titre
D'après l'éditeur, le titre de l'ouvrage fait référence à une gravure d'Albert Dürer, intitulée Le Chevalier, la Mort et le Diable (1513). La Dame a été ajoutée par Vaneigem, en tant qu'elle est la figure qui sauve précisément le chevalier du diable et de la mort qui le menacent dans la gravure de Dürer. Il y a dans l'ouvrage quelques allusions au titre, que l'on repère ici et là, constituant comme un jeu de piste littéraire.
D'après Geneviève Michel, le titre pourrait parodier celui d'un livre de Georges Duby, historien médiéviste : Le chevalier, la femme et le prêtre (1981).

### Plan de l'ouvrage
- Désire tout, n'attends rien
- I. De la sensibilité
- II. De l'animalité affinée
- III. Du bonheur
- IV. De l'âge
- V. De l'argent
- VI. De la peur
- VII. Du labyrinthe
- VIII. De l'amitié
- IX. De l'alchimie
- X. De la poésie
- XI. De l'amour

### Style et influences
Le livre utilise la forme de l'essai, dans la lignée de Montaigne dont il se réclame explicitement. Il s'agit de se peindre soi-même et de défendre des idées en même temps, en développant successivement et de façon quelque peu décousue (comme la suite des chapitres des Essais) des réflexions à la fois philosophiques et personnelles. L'inspiration de Rabelais, auquel Vaneigem a par ailleurs consacré une monographie, est importante : il est cité de multiples fois, l'éloge des plaisirs et de la « dive bouteille » se place dans sa lignée, et l'on notera enfin la revendication d'une certaine grossièreté (que l'on trouve aussi chez Montaigne), agrémentée de quelques tournures vulgaires dans l'ouvrage. L'auteur écrit en effet : « Loin de me causer de la gêne, le sentiment de me trouver mal dégrossi m'apparut, en dépit des remontrances maternelles, comme le signe manifeste et authentique de l'ascendant prolétarien sur la décadence bourgeoise... ». Enfin, on peut aussi noter la référence au vitalisme de Nietzsche et l'usage du style aphoristique au sein même des chapitres.
Vaneigem cite de nombreux auteurs, mais jamais de façon érudite ou universitaire : il se place volontairement en marge des commentaires spécialisés, et utilise librement de multiples passages biographiques ou d'œuvres pour présenter des idées ou des sentiments. De la même façon, il met le lecteur en garde contre l'« abstraction » et la « pensée séparée » de « la volonté de vivre » : pour lui, ce risque est présent dans l'œuvre de son ami Guy Debord, quoique ce dernier ait cherché à le conjurer. La pensée séparée conduit à l'inhumanité et à la froideur comptable, il faut lui opposer la convivialité et la chaleur du désir. Geneviève Michel identifie en outre l'influence de Lautréamont, auteur sur lequel Vaneigem avait rédigé un mémoire universitaire dans ses études de jeunesse.